# Cerro Doña Inés
Cerro Doña Inés är ett berg i Chile.   Det ligger i provinsen Provincia de Chañaral och regionen Región de Atacama, i den norra delen av landet, 800 km norr om huvudstaden Santiago de Chile. Toppen på Cerro Doña Inés är 5 072 meter över havet.
Terrängen runt Cerro Doña Inés är huvudsakligen kuperad, men österut är den bergig. Cerro Doña Inés är den högsta punkten i trakten. Trakten runt Cerro Doña Inés är nära nog obefolkad, med mindre än två invånare per kvadratkilometer.. Det finns inga samhällen i närheten. 
Trakten runt Cerro Doña Inés är ofruktbar med lite eller ingen växtlighet.